# Informacja kwantowa
Informacja kwantowa – informacja zawarta w stanie układu kwantowego. Jednostką informacji kwantowej jest kubit.
Aspektami przetwarzania informacji kwantowej zajmuje się informatyka kwantowa.

## Charakterystyka
Informacja kwantowa może być zakodowana w nielokalnych związkach pomiędzy poszczególnymi elementami układu, które nie mają odpowiednika w klasycznej teorii informacji. Mówimy wtedy, że układ jest w stanie splątanym.
Inną cechą odróżniającą informację kwantową od klasycznej informacji jest jej probabilistyczność. Mierząc wartość jednego kubitu, można z pewnym prawdopodobieństwem uzyskać wynik 0 lub 1. Z wyjątkiem pewnych szczególnych przypadków nie można przewidzieć, który z nich zostanie uzyskany.
Niemożliwe jest uzyskanie pełnej informacji o nieznanym układzie, co wynika z faktu zaburzania układu przez czynność pomiaru. Informacji kwantowej nie można więc odczytać lub skopiować bez jednoczesnej modyfikacji jej treści.

## Zastosowania
Te szczególne własności kwantowej informacji znalazły zastosowanie w kryptografii kwantowej. Możliwe jest też rozważanie kwantowego odpowiednika urządzenia przetwarzającego taką informację – komputera kwantowego.